# 中山國中站
25°03′39″N 121°32′39″E / 25.060848°N 121.544226°E
中山國中站位於台灣台北市中山區、松山區交界處，當地地名「下埤頭」，為台北捷運文湖線（原木柵線路段）的捷運車站。本站往松山機場站方向即為高架段往地下段之過渡帶。

## 車站概要
車站位於復興北路上，接近民權東路口、南以西起中山區錦州街、東起松山區富錦街口，車站編號為BR12。原訂站名為當地地名「下埤頭」，後因中山國中位於鄰近巷內而改名。
本站往松山機場站方向為高架段至地下段之過渡帶。另外，列車由本站往松山機場站方向行經至民族東路與復興北路口時，有一個V字型的急轉彎，此段正巧又是下坡段，為確保安全，行車速度相當緩慢。
此外，為了便利理解其所在位置，某些臺北市的市區公車會在公車路線圖或轉乘指引中，將此站稱為「民權復興路口」。
本站設有站體音樂「自由之歌」，由林強創作。

## 車站構造
高架車站，兩個側式月台，一個出入口；另有與站體共構的聯合開發辦公大樓。

### 車站樓層
| 地上 四樓                                                               | 連通層                                       | 月台聯絡天橋 |
| 地上 三樓                                                               |                                              |              |
| 側式月台，右側開門                                                      |                                              |              |
| 一月台                                                                  | ← 文湖線 往南港展覽館方向（BR13 松山機場站） |              |
| 二月台                                                                  | 文湖線 往動物園方向（BR11 南京復興站） →     |              |
| 側式月台，右側開門                                                      |                                              |              |
| 大廳層                                                                  |                                              |              |
| 車站大廳（接2號月台）、詢問處 自動售票機、驗票閘門、洗手間 （付費區內） |                                              |              |

| 地上 二樓 | 中間層 | 樓梯、電扶梯轉接平台 |
| 地面      |        |                      |
| 穿堂層    | 出入口 |                      |

| 地下 一樓 | 公務層 | 公務區 |

### 車站月台
在內湖線通車以前，中山國中站為棕線的北方端點站，因此站內的1號月台（上行，北向）僅作為供乘客下車專用的下車月台，不開放上車。車站北側留有一段尾軌，一方面預備銜接內湖線軌道，一方面可作為儲車調度用，另外因留有橫渡線，電聯車得以轉向並換軌2號月台（下行，南向）繼續載客運行。內湖線通車後，與木柵線直通運行，1號月台並開始開放乘客上車。
此外，中山國中站只有一座天橋供雙向通行，此設計有別於文湖線其他車站的動線，有兩座跨越軌道的天橋，因此在實施到站人潮與離站人潮的分流上較為困難。

### 車站出口
| 出入口                                  | 圖片 | 位置     |
| --------------------------------------- | ---- | -------- |
| 單一出入口                              |      | 復興北路 |
| 註： 設有手扶梯\|設有無障礙電梯往返地面 |      |          |

## 歷史
- 1996年3月28日：隨著木柵線（今文湖線）正式通車而啟用（當時即於此站舉行通車剪綵典禮）[4]:327。
- 1997年，香港電影《春光乍洩》利用木柵線取景，做為電影最終喬段，並以列車進入本站做為電影的結束。
- 2000年，香港電影《古惑仔6之勝者為王》利用本站一樓門口取景，做為電影橋段之一。
- 2000年，站名英譯由Chungshan Middle School Station改為Chungshan Junior High School Station。
- 2003年：配合台北市政府改採漢語拼音為主要譯名標準的新政策，站名的官方英譯由原本威妥瑪拼音的Chungshan Junior High School Station改為Zhongshan Junior High School Station。[5]
- 2009年7月4日：於當日凌晨舉行「再見中山國中站儀式」，感謝中山國中站員工及馬特拉系統對木柵線13年來的付出，市長郝龍斌壓下按鈕後兩束雷射光直射出去，象徵中山國中站隨內湖線正式通車而停止作為棕線的端點站。
- 2013年12月12日：上午8時許在本站與松山機場站之間的高架路段，一輛故障列車卡在往松山機場方向，因適逢上班時間，有多名乘客困在車廂內，已緊急排除該狀況。

## 利用狀況
根據2024年12月資料，本站每日旅運量約為27,119，在台北捷運各站中排行第63名。
| 年   | 年間      | 年間      | 年間       | 年間  | 單日平均 | 單日平均 |
| 年   | 上車      | 下車      | 上下車計   | 來源  | 上車     | 上下車   |
| ---- | --------- | --------- | ---------- | ----- | -------- | -------- |
| 1996 | 1,670,933 | 1,609,386 | 3,280,319  | [ 6 ] | 5,989    | 11,757   |
| 1997 | 2,245,232 | 2,071,380 | 4,316,612  | [ 6 ] | 6,151    | 11,826   |
| 1998 | 2,531,801 | 2,353,257 | 4,885,058  | [ 6 ] | 6,936    | 13,384   |
| 1999 | 2,922,559 | 2,707,081 | 5,629,640  | [ 6 ] | 8,007    | 15,424   |
| 2000 | 4,750,261 | 4,440,772 | 9,191,033  | [ 6 ] | 12,979   | 25,112   |
| 2001 | 5,084,978 | 4,716,323 | 9,801,301  | [ 6 ] | 13,931   | 26,853   |
| 2002 | 5,369,153 | 4,892,008 | 10,261,161 | [ 6 ] | 14,710   | 28,113   |
| 2003 | 5,000,749 | 4,632,645 | 9,633,394  | [ 6 ] | 13,701   | 26,393   |
| 2004 | 5,145,391 | 4,811,129 | 9,956,520  | [ 6 ] | 14,058   | 27,204   |
| 2005 | 5,210,923 | 4,870,576 | 10,081,499 | [ 6 ] | 14,277   | 27,621   |
| 2006 | 5,241,642 | 4,895,856 | 10,137,498 | [ 6 ] | 14,361   | 27,774   |
| 2007 | 5,439,831 | 5,072,287 | 10,512,118 | [ 6 ] | 14,904   | 28,800   |
| 2008 | 5,758,988 | 5,317,381 | 11,076,369 | [ 6 ] | 15,997   | 30,768   |
| 2009 | 5,338,221 | 4,973,033 | 10,311,254 | [ 6 ] | 15,037   | 29,046   |
| 2010 | 5,553,606 | 5,256,239 | 10,809,845 | [ 6 ] | 15,215   | 29,616   |
| 2011 | 5,495,671 | 5,227,422 | 10,723,093 | [ 6 ] | 15,057   | 29,378   |
| 2012 | 5,243,484 | 5,009,954 | 10,253,438 | [ 6 ] | 14,326   | 28,015   |
| 2013 | 5,159,971 | 4,931,507 | 10,091,478 | [ 6 ] | 14,137   | 27,648   |
| 2014 | 5,294,712 | 5,106,823 | 10,401,535 | [ 6 ] | 14,506   | 28,497   |
| 2015 | 5,340,245 | 5,188,030 | 10,528,275 | [ 6 ] | 14,631   | 28,845   |
| 2016 | 5,323,635 | 5,189,059 | 10,512,694 | [ 6 ] | 14,545   | 28,723   |
| 2017 | 5,209,076 | 5,112,034 | 10,321,110 | [ 6 ] | 14,271   | 28,277   |
| 2018 | 5,175,220 | 5,093,383 | 10,268,603 | [ 6 ] | 14,179   | 28,133   |

## 車站周邊
- 榮星花園公園
- 西華飯店
- 興安國宅
- 法國在臺協會
- 三民書局文化大樓
- 國立臺北大學台北校區
- 民生汐止線北大台北校區站（暫定名稱，站外轉乘，規劃中。）
- 中山國中
- 五常國中
- 五常國小
- 下埤公園
- 聯邦商業銀行總行
- 玉山商業銀行總行
- 玉山金融控股公司總部
- 自由巷、鄭南榕紀念館
- 臺北市公共自行車租賃系統 捷運中山國中站
- 台灣歐姆龍股份有限公司
- 安聯投信
- 安聯證券投資信托股份有限公司

## 公車資訊
站牌名為《捷運中山國中站》、《民權復興路口》
| 編號           | 經營業者   | 區間                           | 備註                                               |
| -------------- | ---------- | ------------------------------ | -------------------------------------------------- |
| 5              | 大都會客運 | 中和－行天宮                   | 停靠捷運中山國中站                                 |
| 49             | 大都會客運 | 建國北路－東園                 | 停靠民權復興路口                                   |
| 63             | 大都會客運 | 舊宗路－臺北車站               | 停靠捷運中山國中站                                 |
| 214            | 中興巴士   | 中和－內湖                     | 停靠民權復興路口，不進松山機場公車候車月台。       |
| 214直          | 中興巴士   | 中和－松山機場                 | 停靠民權復興路口                                   |
| 225            | 三重客運   | 蘆洲－民生社區                 | 停靠捷運中山國中站                                 |
| 225區間車      | 三重客運   | 蘆洲－松山機場                 | 停靠民權復興路口                                   |
| 敦化幹線       | 大都會客運 | 麟光新村－榮總                 | 停靠民權復興路口，原285                            |
| 286副線        | 大都會客運 | 福德街－行天宮                 | 停靠捷運中山國中站                                 |
| 542            | 首都客運   | 捷運圓山站－捷運中山國中站     | 停靠捷運中山國中站，九人座小巴營運使用，僅平日行駛 |
| 617            | 三重客運   | 泰山－內湖                     | 停靠民權復興路口                                   |
| 617副線        | 三重客運   | 泰山－內湖                     | 停靠民權復興路口                                   |
| 643            | 新店客運   | 錦繡－復興北村                 | 返程停靠捷運中山國中站、民生東路。                 |
| 680            | 光華巴士   | 天母－麟光                     | 停靠捷運中山國中站                                 |
| 685            | 大都會客運 | 麟光新村－天母                 | 停靠捷運中山國中站                                 |
| 685吉林路      | 大都會客運 | 麟光新村－天母                 | 停靠捷運中山國中站                                 |
| 688            | 大都會客運 | 建國北路－中和成功路           | 停靠民權復興路口                                   |
| 801            | 指南客運   | 五股－松山機場                 | 停靠民權復興路口                                   |
| 803            | 指南客運   | 五股－松山機場                 | 停靠民權復興路口                                   |
| 967            | 三重客運   | 林口－松山機場                 | 停靠民權復興路口，屬於新北市區公車、原1211。       |
| 967直達車      | 三重客運   | 林口－松山機場                 | 停靠民權復興路口，屬於新北市區公車、原1211A。      |
| 967副線        | 三重客運   | 林口轉運站－松山機場           | 停靠民權復興路口，屬於新北市區公車'。              |
| 棕1            | 首都客運   | 松山車站－松山機場             | 停靠捷運中山國中站、民權復興路口                   |
| 紅29           | 東南客運   | 新湖二路－捷運民權西路站       | 停靠民權復興路口                                   |
| 紅31           | 三重客運   | 捷運大湖公園站－捷運民權西路站 | 停靠民權復興路口                                   |
| 民權幹線       | 首都客運   | 南港－臺北橋                   | 停靠民權復興路口，原紅32                           |
| 紅50           | 首都客運   | 內湖－捷運圓山站               | 停靠民權復興路口                                   |
| 復興幹線       | 大都會客運 | 建國北路－景美                 | 停靠捷運中山國中站，原74                           |
| 內科通勤專車18 | 三重客運   | 捷運民權西路站－內湖科技園區   | 停靠民權復興路口                                   |
| 跳蛙公車       | 臺北客運   | 鶯歌火車站－松山機場           | 停靠民權復興路口                                   |
| 1840           | 國光客運   | 桃園機場－松山機場             | 停靠民權復興路口，屬於國道客運。                   |
| 1841           | 國光客運   | 桃園機場－松山機場             | 停靠民權復興路口，屬於國道客運。                   |
| 1842           | 國光客運   | 大園－松山機場                 | 停靠民權復興路口，屬於國道客運。                   |
| 2000           | 汎航通運   | 林口長庚醫院－臺北長庚醫院     | 停靠捷運中山國中站，屬於國道客運。                 |
| 5116           | 桃園客運   | 桃園－臺北長庚醫院             | 停靠民權復興路口，屬於國道客運。                   |
| 5250           | 亞通客運   | 大園－臺北                     | 停靠民權復興路口，屬於國道客運。                   |

## 腳註

### 來源資料
1. ↑   (新闻稿). 台北捷運. 2016-04-11  [2016-04-11]. （原始内容存档于2016-04-11） （中文（臺灣））.
2. 1 2  . 臺北大眾捷運股份有限公司. 2021-01-15.
3. ↑  .   [2024-03-25]. （原始内容存档于2024-03-25） （中文（臺灣））.
4. ↑  徐榮崇. . 臺北市文獻委員會. 2015年12月  [2019-12-27]. ISBN 9789860469875. （原始内容存档于2020-12-07）. 國家圖書館
5. ↑  . 蘋果日報. 2003-11-24  [2020-12-27]. （原始内容存档于2021-01-12） （中文（臺灣））.
6. ↑  臺北捷運公司. . 2019-02-26  [2019-08-10]. （原始内容存档于2020-11-28）. 臺北市統計資料庫查詢系統
7. 1 2  . 大紀元. 2008-11-17  [2019-12-27]. （原始内容存档于2019-12-27）. 停駛日期分別為12月的6、7、13、14、20、21、27、28日；2009年1月的3、4、10、11、17、18日共七個週末假日
8. ↑  . 大紀元. 2008-12-15  [2019-12-27]. （原始内容存档于2019-12-27）.
9. ↑  . 大紀元. 2009-04-22  [2019-12-27]. （原始内容存档于2019-12-27）. ING 台北馬拉松將在21日 (週日)登場，20、21日也有國家考試。北市府今天表示，原本進行捷運機電安全整合測試每週六、日停駛的木柵線，20、21日兩天上午9時前仍維持營運。
10. ↑  . 大紀元. 2009-06-03  [2019-12-27]. （原始内容存档于2019-12-27）. 捷運木柵全線6月7號週日，會配合停駛一天

- 臺北市商業處-商圈介紹-中山國中捷運站周邊 （页面存档备份，存于）

## 外部連結
- 臺北大眾捷運股份有限公司（页面存档备份，存于）
- 臺北市政府捷運工程局（页面存档备份，存于）
- 中山國中站位置圖（台北捷運公司） （页面存档备份，存于）
- 中山國中站車站剖面相關位置圖（台北捷運公司） （页面存档备份，存于）
- 販賣店現況 （页面存档备份，存于）